# 女房タブー集
『女房タブー集』（にょうぼうタブーしゅう）は、1970年1月4日から同年10月11日までTBSの日曜21時台で放送されていたテレビドラマ。カラー作品。30分番組。
原作は三鬼陽之助。第1話に三鬼自身が本人役で出演している。結婚して三ヶ月のかけだし女房・高子を中心に物語が展開する。

## スタッフ
- 脚本：窪田篤人、安倍徹郎、他
- 監督：手銭弘喜、小山幹夫、他

## キャスト
- 高子：磯野洋子
- 高子の夫・商社マン・勇：勝呂誉
- しゅうとめ：中北千枝子
- 勇の姉：浜木綿子
- スシ屋：原田清人
- 小しゅうと・雑誌記者：木村菜穂
- 中村俊一、他

## 放送リスト
| 回 | 放送日 （1970年） | サブタイトル               |
| -- | ----------------- | -------------------------- |
| 1  | 1月4日            | 朝食抜きで出勤させるな     |
| 2  | 1月11日           | 不明                       |
| 3  | 1月18日           | 不明                       |
| 4  | 1月25日           | 不明                       |
| 5  | 2月1日            | 不明                       |
| 6  | 2月8日            | 不明                       |
| 7  | 2月15日           | 不明                       |
| 8  | 2月22日           | 不明                       |
| 9  | 3月1日            | 初心を忘れるな             |
| 10 | 3月8日            | 外に働きに出たがるな       |
| 11 | 3月15日           | 亭主の転勤につべこべいうな |
| 12 | 3月22日           | 自分の親戚に気をつかうな   |
| 13 | 4月5日            | 姑に気がねをするな         |
| 14 | 4月12日           | 夫をつけあがらせるな       |
| 15 | 5月3日            | 実家に無心をするな         |
| 16 | 5月17日           | ヌカミソ女房になるな       |
| 17 | 5月31日           | 近所づき合いに深入りするな |
| 18 | 6月14日           | 亭主の看病を期待するな     |
| 19 | 6月28日           | 亭主の尻をたたくな         |
| 20 | 7月12日           | 亭主と犬を比べるな！       |
| 21 | 8月16日           | へそくりをするな           |
| 22 | 8月16日           | 姑の前でイチャつくな       |
| 23 | 8月30日           | 友達の縁談の世話するな     |
| 24 | 9月13日           | 亭主の親と別居したがるな   |
| 25 | 10月11日          | 二人三脚を忘れるな         |

※4月5日より野球中継（当時の枠は20:00 - 21:26）の時期に入り、番組が休止になることが多かった。なお中継の雨傘番組は本ドラマは編成されず、映画を20:00 - 21:26枠で編成した。
| TBS系 日曜21時台前半枠 | TBS系 日曜21時台前半枠 | TBS系 日曜21時台前半枠 |
| 前番組                 | 番組名                 | 次番組                 |
| ---------------------- | ---------------------- | ---------------------- |
| うしろの正面だあれ     | 女房タブー集           | 恋愛術入門             |